# Calcio Catania 2016-2017
Questa voce raccoglie le informazioni riguardanti il Calcio Catania nelle competizioni ufficiali della stagione 2016-2017.

## Stagione
Il Catania inizia la stagione 2016-2017 sotto la guida dell'allenatore Giuseppe Rigoli e con 7 punti di penalizzazione.
Nonostante la penalizzazione nel girone d'andata staziona nelle prime posizioni della classifica, risulta la difesa meno battuta del torneo e vince contro due delle dirette concorrenti per la promozione Juve Stabia e Lecce.
Nella seconda parte della stagione inizia un periodo di flessione che culmina il 13 febbraio, dopo la sconfitta di Agrigento, quando viene sollevato dall'incarico Rigoli e al suo posto subentra Mario Petrone.
L'esperienza sulla panchina etnea del nuovo allenatore dura solo 3 partite perché l'8 marzo rassegna le dimissioni, dopo la sconfitta in casa contro il Melfi.
Al posto di Petrone arriva dalla berretti l'allenatore Giovanni Pulvirenti e la squadra inanella una serie di 5 sconfitte consecutive. Ottiene comunque l'accesso ai play-off con l'ultimo posto utile, il 7 maggio con il pareggio per 0-0 contro la Casertana in trasferta.
Il Catania tuttavia esce al primo turno pareggiando a Castellammare contro la Juve Stabia per 0-0, essendo nella peggior posizione in classifica.

## Divise e sponsor
Per la stagione 2016-2017, lo sponsor tecnico (per il secondo anno consecutivo) è Macron mentre gli sponsor di maglia sono DomusBet (main sponsor), EcoGruppo Italia (co-sponsor) e Bacco (sul retro, sotto il numero).
| Casa | Trasferta | Terza divisa | Portiere |

## Organigramma societario
ORGANI DI AMMINISTRAZIONE E CONTROLLO
Consiglio di amministrazione
- Presidente: Davide Franco
- Vice presidente: Pierluigi Mancosu (fino al 25 luglio 2016)
- Amministratore delegato: Pietro Lo Monaco
- Consigliere di amministrazione: Giuseppe Gitto, Ida Linda Reitano, Giuseppe Caruso

Collegio sindacale
- Presidente: Sergio Monteodoro
- Sindaci: Elisa Rita Ferrari, Gabriele Felici

AREE E MANAGEMENT
Area gestione aziendale
- Direttore generale: Pietro Lo Monaco
- Responsabile amministrativo: Carmelo Milazzo
- Segretario generale: Giorgio Borbone
- Addetta contabilità: Paola Bruno
- Traduttrice, interprete e segretaria: Elvira Strano
- Responsabile logistica e Supporter liaison officer: Giuseppe Franchina
- Responsabile relazioni esterne e istituzionali: Antonio Carbone
- Responsabile legale: Ida Linda Reitano
- Consulente legale affari sportivi: Eduardo Chiacchio
- Consulente legale: Michele Scacciante
- Delegato sicurezza: Antonio Russo
- Vice delegato sicurezza: Francesco Giannotta
- Collaboratore support technology: Enzo Longhitano
- Magazzinieri: Antonio Pennisi, Alessandro Musumeci, Giuseppe Motta

Area comunicazione
- Responsabile comunicazione: Angelo Scaltriti
- Web Designer: Fabio De Luca
- Fotografo: Filippo Galtieri

Area marketing
- Responsabile area marketing: Saverio Provenzano
- Direttore commerciale: Vincenzo Lo Monaco
- Marketing manager: Daniela Lazzaro
- Marketing manager: Sergio Muratore

Area sportiva
- Direttore sportivo: Christian Argurio
- Responsabile area tecnica: Mario Marino
- Responsabile settore giovanile: Alessandro Failla
- Responsabile attività di base: Orazio Russo
- Team Manager: Emanuele Passanisi

Area tecnica
- Allenatore: Giuseppe Rigoli, poi Mario Petrone, poi Giovanni Pulvirenti
- Allenatore in seconda: Vincenzo Milazzo, poi Andrea Russo, poi Christian La Grotteria, poi Orazio Russo
- Collaboratore tecnico: Andrea Russo, poi Ivan Alfonso
- Allenatore dei portieri: Marco Onorati
- Responsabile preparazione atletica: Marco Nastasi
- Preparatore atletico: Giuseppe Colombino

Area sanitaria
- Responsabile sanitario: dottor Antonio Licciardello
- Medico sociale: dottor Francesco Riso
- Medico sociale: dottor Alfio Scudero
- Fisioterapista: Andrea Calì
- Fisioterapista: Carmelo Cutroneo
- Massaggiatore: Salvatore Libra

## Rose
Rosa e ruoli sono aggiornati al 16 ottobre 2016, in corsivo giocatori ceduti nella sessione
e invernale del calciomercato
| N. |                      | Ruolo | Calciatore            |
| -- | -------------------- | ----- | --------------------- |
| 1  | Spagna (bandiera)    | P     | Miguel Ángel Martínez |
| 3  | Italia (bandiera)    | D     | Dario Bergamelli      |
| 4  | Italia (bandiera)    | C     | Rosario Bucolo        |
| 5  | Argentina (bandiera) | C     | Federico Scoppa       |
| 6  | Brasile (bandiera)   | D     | Dráusio               |
| 7  | Brasile (bandiera)   | A     | Caetano Calil         |
| 8  | Brasile (bandiera)   | C     | Gladestony da Silva   |
| 9  | Italia (bandiera)    | A     | Demiro Pozzebon       |
| 9  | Italia (bandiera)    | A     | Michele Paolucci      |
| 10 | Italia (bandiera)    | C     | Andrea Russotto       |
| 11 | Slovenia (bandiera)  | A     | Maks Barišič          |
| 12 | Italia (bandiera)    | P     | Matteo Pisseri        |
| 14 | Italia (bandiera)    | A     | Giammario Piscitella  |
| 15 | Senegal (bandiera)   | D     | David Mbodj Natale    |
| 16 | Italia (bandiera)    | D     | Giovanni Marchese     |
| 18 | Italia (bandiera)    | C     | Davide Di Stefano     |

| N. |                      | Ruolo | Calciatore                 |
| -- | -------------------- | ----- | -------------------------- |
| 19 | Italia (bandiera)    | A     | Valerio Anastasi           |
| 20 | Serbia (bandiera)    | D     | Stefan Đorđević            |
| 21 | Italia (bandiera)    | C     | Giuseppe Fornito           |
| 22 | Croazia (bandiera)   | P     | Kristjan Matoševič         |
| 23 | Italia (bandiera)    | A     | Andrea Di Grazia           |
| 24 | Italia (bandiera)    | C     | Domenico Di Cecco          |
| 25 | Italia (bandiera)    | C     | Alfonso Sessa              |
| 26 | Italia (bandiera)    | D     | Andrea De Rossi            |
| 27 | Italia (bandiera)    | C     | Marco Biagianti (capitano) |
| 28 | Italia (bandiera)    | D     | Tino Parisi                |
| 29 | Brasile (bandiera)   | A     | Diogo Tavares              |
| 30 | Argentina (bandiera) | C     | Gonzalo Piermarteri        |
| 31 | Italia (bandiera)    | A     | Giacomo Graziano           |
| 32 | Italia (bandiera)    | C     | Andrea Mazzarani           |
| 33 | Gambia (bandiera)    | D     | Kalifa Menneh              |
| 33 | Italia (bandiera)    | D     | Valerio Nava               |

## Calciomercato

### Sessione estiva
| Acquisti | Acquisti                 | Acquisti             | Acquisti      |
| R.       | Nome                     | da                   | Modalità      |
| -------- | ------------------------ | -------------------- | ------------- |
| A        | Alessandro Rosina        | Bari                 | fine prestito |
| C        | Fabián Rinaudo           | Gimnasia (LP)        | fine prestito |
| D        | Emiiano Tortolano        | Melfi                | fine prestito |
| D        | Stefan Đorđević          | Stella Rossa         | definitivo    |
| P        | Matteo Pisseri           | Monopoli             | definitivo    |
| C        | Marco Biagianti          | Livorno              | definitivo    |
| D        | David Mbodj              | Derthona             | definitivo    |
| P        | Miguel Ángel Martínez    | Nike Academy         | definitivo    |
| P        | Kristjan Matosevic       | Lazio                | fine prestito |
| A        | Mattia Rossetti          | Lupa Castelli Romani | fine prestito |
| A        | Andrea Di Grazia         | Akragas              | fine prestito |
| D        | Andrea De Rossi          | Akragas              | fine prestito |
| C        | Giuseppe Russo           | Messina              | fine prestito |
| A        | Maks Barišič             | Messina              | fine prestito |
| D        | Valerio Nava             | Atalanta             | prestito      |
| A        | Michele Paolucci         | Petrolul Ploiești    | definitivo    |
| A        | Valerio Anastasi         | Mantova              | definitivo    |
| A        | Giammario Piscitella     | Roma                 | temporaneo    |
| C        | Federico Scoppa          | Atlético Rafaela     | definitivo    |
| C        | Rosario Bucolo           | Catanzaro            | definitivo    |
| C        | Gladestony               | Estoril Praia        | definitivo    |
| D        | Dráusio                  | Red Bull Brasil      | definitivo    |
| C        | Giuseppe Fornito         | Trapani              | temporaneo    |
| D        | Dragan Lovric            | Empoli               | fine prestito |
| A        | Alessio Sallustio        | Carpi                | fine prestito |
| D        | Ivan Francesco De Santis | Milan                | temporaneo    |
| A        | Giuseppe Sibilli         | Siracusa             | definitivo    |

| Cessioni | Cessioni             | Cessioni        | Cessioni                 |
| R.       | Nome                 | a               | Modalità                 |
| -------- | -------------------- | --------------- | ------------------------ |
| D        | Norbert Gyömbér      | Roma            | definitivo               |
| A        | Bruno Petković       | Trapani         | definitivo               |
| D        | Lubomir Tupta        | Verona          | definitivo               |
| A        | Francesco Felleca    | Aversa Normanna | fine prestito            |
| C        | Axel Gulin           | Fiorentina      | fine prestito            |
| C        | Matteo Pessina       | Milan           | fine prestito            |
| P        | Jean François Gillet | Standard Liegi  | definitivo               |
| D        | Carlo Pelagatti      | Cittadella      | rescissione              |
| D        | Desiderio Garufo     | Parma           | rescissione              |
| D        | Alexis Rolín         | Nacional        | definitivo               |
| P        | Elia Bastianoni      | Bassano         | definitivo               |
| P        | Luca Liverani        | Salernitana     | fine prestito            |
| A        | Alessandro Rosina    | Salernitana     | svincolato               |
| C        | Moses Odjer          | Salernitana     | definitivo               |
| P        | Giuseppe Ficara      |                 | contratto scaduto        |
| P        | Florin Logofatu      |                 | contratto scaduto        |
| P        | Alberto Frison       | Sambenedettese  | risoluzione di contratto |
| D        | Stefano Ferrario     | Sambenedettese  | risoluzione consensuale  |
| C        | Emiliano Tortolano   | Sambenedettese  | definitivo               |
| C        | Davide Agazzi        | Atalanta        | fine prestito            |
| A        | Gianvito Plasmati    |                 | fine contratto           |
| A        | Arturo Lupoli        | Pisa            | fine prestito            |
| D        | Leonardo Nunzella    | Lanciano        | fine prestito            |
| D        | Loris Bacchetti      | Pro Vercelli    | contratto scaduto        |
| P        | Cristian Biondi      | Sicula Leonzio  | temporaneo               |
| D        | Davide Biancola      | Gela            | temporaneo               |
| D        | Benedetto Dadone     | Gela            | temporaneo               |
| C        | Simone Schisciano    | Gela            | temporaneo               |
| D        | Juan Ramos           | Casertana       | risoluzione consensuale  |
| C        | Ivan Castiglia       | Siena           | risoluzione consensuale  |
| A        | Elio Calderini       | Fondi           | definitivo               |
| C        | Francesco Bombagi    | Fondi           | definitivo               |
| A        | Mattia Rossetti      | Vibonese        | temporaneo               |
| D        | Dragan Lovric        | Sebenico        | temporaneo               |
| A        | Alessio Sallustio    | Sebenico        | temporaneo               |
| C        | Walter Cozza         | Igea Virtus     | temporaneo               |
| D        | Pasquale Migliaccio  | Napoli          | diritto di riscatto      |
| A        | Samuele Fulvi        | Pescara         | temporaneo               |
| C        | Salvatore Ferraù     | Torino          | temporaneo               |
| P        | Marko Savatovic      | Torino          | temporaneo               |
| D        | Alessandro Rescigno  | Gragnano        | temporaneo               |
| C        | Orazio Di Grazia     | Igea Virtus     | temporaneo               |
| C        | Josè Spampinato      | Acireale        | temporaneo               |
| C        | Luigi Falcone        | Reggiana        | definitivo               |

### Sessione invernale
| Acquisti | Acquisti          | Acquisti  | Acquisti                                      |
| R.       | Nome              | da        | Modalità                                      |
| -------- | ----------------- | --------- | --------------------------------------------- |
| D        | Giovanni Marchese | Genoa     | definitivo                                    |
| D        | Ivano Baldanzeddu | Venezia   | temporaneo                                    |
| A        | Diogo Tavares     | Catanzaro | titolo temporaneo con opzione per il riscatto |
| A        | Demiro Pozzebon   | Messina   | definitivo                                    |
| A        | Alessio Sallustio | Sebenico  | fine prestito                                 |

| Cessioni | Cessioni                 | Cessioni          | Cessioni                |
| R.       | Nome                     | a                 | Modalità                |
| -------- | ------------------------ | ----------------- | ----------------------- |
| A        | Giammario Piscitella     | Prato             | definitivo              |
| A        | Michele Paolucci         | Ancona            | definitivo              |
| C        | Giuseppe Russo           | Siracusa          | risoluzione consensuale |
| D        | Ivan Francesco De Santis | Milan             | fine prestito           |
| P        | Cristian Biondi          | Sicula Leonzio    | definitivo              |
| A        | Giuseppe Sibilli         | Sicula Leonzio    | definitivo              |
| D        | Alessandro Bastrini      | Cremonese         | definitivo              |
| D        | Valerio Nava             | Atalanta          | fine prestito           |
| A        | Caetano Calil            | Livorno           | temporaneo              |
| A        | Valerio Anastasi         | Messina           | temporaneo              |
| C        | Gladestony               | Messina           | temporaneo              |
| A        | Samuele Fulvi            | San Nicolò        | temporaneo              |
| C        | Andrea Mileti            | Catania San Pio X | temporaneo              |
| A        | Valerio Asero            | Giarre            | temporaneo              |
| A        | Vincenzo Vasca           | Gelbison          | temporaneo              |
| P        | Kristjan Matosevic       | Domžale           | svincolato              |

## Risultati

### Lega Pro - Girone C

#### Girone di andata
| Arbitro: | Giua (Pisa) |

|                                     |           |          |
| Calil 37’ Paolucci 52’ Di Cecco 94’ | Marcatori | 19’ Lisi |

| Andria 4 settembre 2016, ore 20.30 2ª giornata | Fidelis Andria          | 0 – 0 | Catania | Stadio Degli Ulivi (3.224 spett.)\| Arbitro: \| Luciano (Lamezia Terme) \| |
| Arbitro:                                       | Luciano (Lamezia Terme) |       |         |                                                                            |

| Arbitro: | Camplone (Pescara) |

|             |           |              |
| Fornito 10’ | Marcatori | 40’ Tiscione |

| Arbitro: | Perotti (Legnano) |

|           |           |                |
| Bangu 34’ | Marcatori | 28’ Piscitella |

| Matera 18 settembre 2016, ore 20.30 5ª giornata | Matera                  | 0 – 0 | Catania | Stadio XXI Settembre-Franco Salerno (3.471 spett.)\| Arbitro: \| Paolini (Ascoli Piceno) \| |
| Arbitro:                                        | Paolini (Ascoli Piceno) |       |         |                                                                                             |

| Arbitro: | Pagliardini (Arezzo) |

|  |           |              |
|  | Marcatori | 90+4’ Zanini |

| Taranto 2 ottobre 2016, ore 20.30 7ª giornata | Taranto                  | 0 – 0 | Catania | Stadio Erasmo Iacovone (7.300 spett.)\| Arbitro: \| Guccini (Albano Laziale) \| |
| Arbitro:                                      | Guccini (Albano Laziale) |       |         |                                                                                 |

| Arbitro: | Balice (Termoli) |

|               |           |              |
| Di Grazia 80’ | Marcatori | 45’ Pozzebon |

| Arbitro: | Viotti (Tivoli) |

|             |           |             |
| Defendi 51’ | Marcatori | 81’ Barišič |

| Arbitro: | Maggioni (Lecco) |

|                              |           |  |
| Gladestony 71’ Di Grazia 74’ | Marcatori |  |

| Arbitro: | Chindemi (Viterbo) |

|                            |           |               |
| Paolucci 67’ Biagianti 81’ | Marcatori | 64’ Reginaldo |

| Foggia 6 novembre 2016, ore 16.30 12ª giornata | Foggia            | 0 – 0 | Catania | Stadio Pino Zaccheria\| Arbitro: \| Piscopo (Imperia) \| |
| Arbitro:                                       | Piscopo (Imperia) |       |         |                                                          |

| Arbitro: | D'Apice (Arezzo) |

|                                          |           |             |
| Biagianti 2’ Mazzarani 41’ Di Grazia 69’ | Marcatori | 27’ Tavares |

| Arbitro: | Curti (Milano) |

|           |           |  |
| Nzola 38’ | Marcatori |  |

| Arbitro: | Bertani (Pisa) |

|               |           |  |
| Mazzarani 75’ | Marcatori |  |

| Arbitro: | Valiante (Salerno) |

|            |           |                            |
| Baclet 19’ | Marcatori | 29’ Anastasi 72’ Mazzarani |

| Arbitro: | Nicoletti (Catanzaro) |

|                                                            |           |             |
| Russotto 28’ Barišič 49’ Mazzarani 51’ Paolucci 80’, rig.’ | Marcatori | 53’ Montini |

| Arbitro: | Zanonato (Vicenza) |

|              |           |  |
| Scardina 65’ | Marcatori |  |

| Arbitro: | Cipriani (Empoli) |

|               |           |  |
| Mazzarani 62’ | Marcatori |  |

#### Girone di ritorno
| Arbitro: | Proietti (Terni) |

|                                  |           |  |
| Izzillo 29’ F. Ripa 39’ Lisi 58’ | Marcatori |  |

| Catania 29 dicembre 2016, ore 18.30 21ª giornata | Catania                | 0 – 0 | Fidelis Andria | Stadio Angelo Massimino (7.390 spett.)\| Arbitro: \| Marchetti (Ostia Lido) \| |
| Arbitro:                                         | Marchetti (Ostia Lido) |       |                |                                                                                |

| Arbitro: | Amabile (Vicenza) |

|               |           |                      |
| Calderini 45’ | Marcatori | 76’ (rig.) Mazzarani |

| Arbitro: | Valiante (Salerno) |

|                                      |           |                     |
| Marchese 5’ Tavares 32’ Russotto 88’ | Marcatori | 83’ A. De Francesco |

| Arbitro: | Massimi (Termoli) |

|                                   |           |  |
| Pozzebon 25’ Armellino 59’ (aut.) | Marcatori |  |

| Arbitro: | Volpi (Arezzo) |

|                                   |           |                      |
| Pezzella 57’ Salvemini 72’ (rig.) | Marcatori | 12’ (rig.) Mazzarani |

| Catania 18 febbraio 2017, ore 14.30 26ª giornata | Catania            | 0 – 0 | Taranto | Stadio Angelo Massimino (7.910 spett.)\| Arbitro: \| Camplone (Pescara) \| |
| Arbitro:                                         | Camplone (Pescara) |       |         |                                                                            |

| Arbitro: | Fourneau (Roma) |

|                       |           |                          |
| Milinkovic 58’ (rig.) | Marcatori | 74’ Pozzebon 86’ Barišič |

| Arbitro: | Annaloro (Collegno) |

|  |           |                              |
|  | Marcatori | 29’ C. Foggia 90’ De Angelis |

| Arbitro: | Paolini (Ascoli Piceno) |

|              |           |  |
| Ferreira 51’ | Marcatori |  |

| Arbitro: | Zufferli (Udine) |

|                           |           |               |
| Alcibiade 36’ Firenze 72’ | Marcatori | 54’ Di Grazia |

| Arbitro: | Amoroso (Paola) |

|  |           |                    |
|  | Marcatori | 51’ (aut.) Dráusio |

| Arbitro: | Paterna (Teramo) |

|                       |           |               |
| Sarao 6’ Giovinco 23’ | Marcatori | 30’ Mazzarani |

| Arbitro: | Cipriani (Empoli) |

|               |           |  |
| Di Grazia 21’ | Marcatori |  |

| Arbitro: | Miele (Torino) |

|              |           |             |
| L. Viola 68’ | Marcatori | 80’ Barišič |

| Arbitro: | Panarese (Lecce) |

|  |           |                             |
|  | Marcatori | 13’ A. Letizia 42’ Statella |

| Arbitro: | Robilotta (Sala Consilina) |

|                                        |           |  |
| P. Esposito 38’ Ricucci 67’ Genchi 88’ | Marcatori |  |

| Arbitro: | Balice (Termoli) |

|                                           |           |              |
| Mazzarani 13’ Di Grazia 45+1’ Dráusio 51’ | Marcatori | 79’ Scardina |

| Caserta 7 maggio 2017, ore 16.30 38ª giornata | Casertana   | 0 – 0 | Catania | Stadio Alberto Pinto (2.500 spett.)\| Arbitro: \| Giua (Pisa) \| |
| Arbitro:                                      | Giua (Pisa) |       |         |                                                                  |

### Prima Fase Playoff
| Castellammare di Stabia 14 maggio 2017, ore 14.30 Prima Fase Playoff | Juve Stabia       | 0 – 0 | Catania | Stadio Romeo Menti\| Arbitro: \| Piscopo (Imperia) \| |
| Arbitro:                                                             | Piscopo (Imperia) |       |         |                                                       |

### Coppa Italia Lega Pro

#### Fase a girone
| Arbitro: | Pillitteri (Palermo) |

|                    |           |              |
| Catania 68’ (rig.) | Marcatori | 32’ Paolucci |

| Arbitro: | Nicoletti (Catanzaro) |

|                        |           |  |
| Calil 52’ Paolucci 80’ | Marcatori |  |

#### Secondo Turno
| Arbitro: | Volpi (Arezzo) |

|                  |           |  |
| Madonia 27’, 79’ | Marcatori |  |